# Englyn
 (mars 2023).
Si vous disposez d'ouvrages ou d'articles de référence ou si vous connaissez des sites web de qualité traitant du thème abordé ici, merci de compléter l'article en donnant les références utiles à sa vérifiabilité et en les liant à la section « Notes et références ».
L'englyn (pluriel : englynion) est une forme poétique traditionnelle courte du Pays de Galles et de la Cornouailles[réf. nécessaire]. 
L'englyn est présent parmi les poèmes les plus anciens du langage gallois. Les deux plus anciens poèmes gallois datant des IXème et Xème siècles, sont des englynion.  

## Types d'englynion
Utilisant la rime, un nombre de pieds fixé par vers, la répétition de sons, elle peut être de huit types différents, dont sept ayant quatre vers et le huitième n'en ayant que trois.
Le forme la plus populaire est le englyn unodl union. Il est la combinaison d'un cywydd, un mètre, et d'une autre forme. Il est écrit selon un schéma d'allitération et de rime appelé cynghanedd. Il comprend trente syllabes sur quatre vers de dix, six, sept et sept syllabes.

## Exemples
Voici deux englynion du poète gallois du XIIe siècle Cynddelw Brydydd Mawr :
Balch ei fugunawr ban nafawr ei lef
pan ganer cyrn cydawr;
corn Llyelyn llyw lluydfawr
bon chang blaen hang bloed fawr.
Corn wedi llad corn llawen
corn llugynor Llywlyn
corn gwyd gwr hydr ai can
corn meinell yn ol gellgwn
Et un autre de l'écrivain Robertson Davies :
The Old Journalist
He types his laboured column--weary drudge!
Senile, fudge and solemn;
Spare, editor, to condemn
These dry leaves of his autumn.